# أحمد زروق (جنرال)

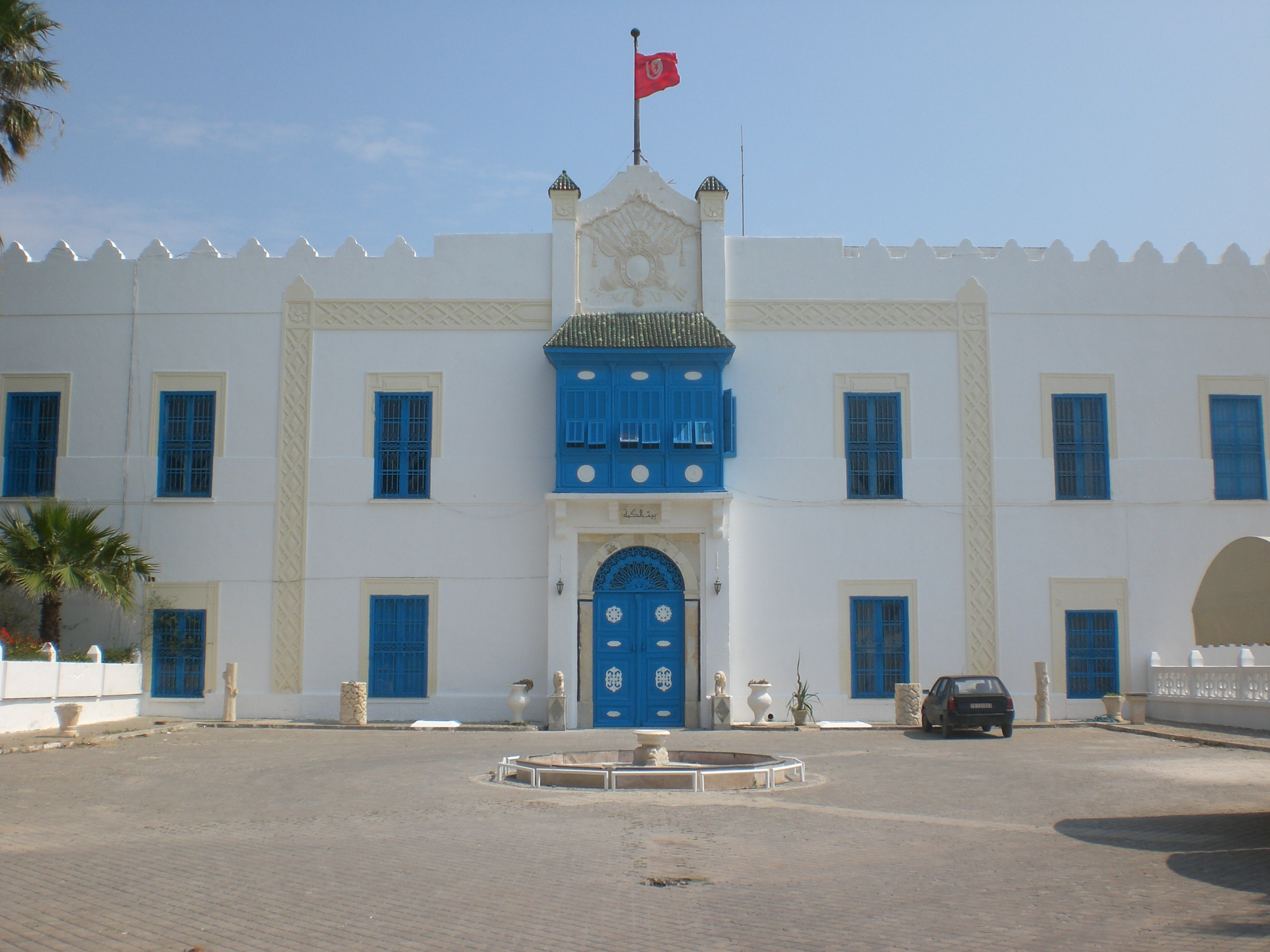
قصر زروق، القصر الذي بناه أحمد زروق.

أحمد زروق  ولد في بداية القرن التاسع عشر وتوفي في مايو 1881 في تونس العاصمة، هو مملوك وجنرال ووزير تونسي.

## السيرة الذاتية
جيئ بأحمد زروق لتونس عندما كان طفلا، وحرر في 1822 بعد اغتيال والده بالتبني، الوزير الأكبر محمد العربي زروق خزندار الذي أعطاه لقبه العائلي.

أصبح بعدها في خدمة حسين باي الثاني الذي رباه رفقة بقية المماليك في قصر باردو. تحصل على تعليم عسكري سليم في مدرسة باردو الحربية الجديدة، وبرز عن زملائه، حتى أعطاه الباي ابنته زنوخة، وعينه ياورًا لابنه الأمير حمودة. لارتباطه الكبير مع الوزير الأكبر مصطفى خزندار، عين قائدا في مدينة الكاف في 1856، ثم في منطقة الجريد في 1862، ثم في سوسة والمنستير في 1865، وجهة الأعراض حول قابس في 1869.

عند انطلاق ثورة علي بن غذاهم في 1864، تحصل أحمد زروق على الصلاحيات الكاملة من عند محمد الصادق باي الذي خشي أن تصل الاحتجاجات لكامل ربوع البلاد. عندما وصلت حركة التمرد لمشارف مدينة تونس، استطاع زروق أن يقمع فرسان القبائل بمساعدة أفواج المشاة والمدفعية من الجيش النظامي، وذلك تحت إشراف المدربين الفرنسيين الذين وضعهم القنصل الفرنسي على ذمتهم. أدار زروق أيضا عمود الجيش سيئ السمعة (محلة)، والذي فتش الساحل التونسي لقمع مثيري الفتنة. عدة شهود عيان أبرزوا شدة الجنرال الذي محى حسب أقوالهم عدة قرى ساحلية، وسحبه لضرائب عالية جدا من الناس الذين هي من الأصل فقراء جدا، ويرسل كجوائز إلى باي تونس زعماء ووجهاء القبائل الذين يتم اعدامهم أو سجنهم في سجون باردو وحلق الوادي. تمكن من جهة أخرى من سد عجز خزينة الباو من خلال الضرائب ودفع الفدى وفرض الضرائب الجديدة عند تعيينه قائدا في الساحل.

كجزاء له على ذلك، عين لكوزير للحرب بين 1865 و1870. أنشأ في هذه المدة ما يعرف حاليا بقصر زروق وذلك على مشارف قرطاج، والذي أصبح بعدها الإقامة الرسمية لمحمد الأمين باي، آخر باي حسيني، ثم مقرا رسميا لمؤسسة بيت الحكمة.

تعرض للخزي في حوالي 1873، بعد سقوط مصطفى خزندار، أين تم تنحيته من جميع مناصبه من قبل الوزير الأكبر الجديد خير الدين التونسي الذي كان حريصا على إرضاء الشعب وخصوصا القناصل الأوروبيين الذين صدموا من سلوك زروق تجاه سكان الساحل عند قمعهم. أيضا، قام خير الدين بتنظيم حسابات أقرباء خزندار المتهمين بالإثراء غير المشروع على حساب الدولة والفساد.

انسحب زروق من الحياة السياسية واستقر بقصره في قرطاج، حتى تعيين مصطفى بن إسماعيل المفضل السابق للصادق باي والوزير الأكبر الجديد، أين عينه وزيرا للبحرية في 1877، المنصب الذي ظل فيه حتى وفاته في مايو 1881، أيام بعد احتلال تونس من قبل القوات الفرنسية التي دخلت من الجزائر وتوقيع معاهدة باردو من الصادق باي، منصبين بذلك الحماية الفرنسية في تونس.

## كتب عنه
خليفة شاطر (1978). Insurrection et répression dans la Tunisie du XIXe siècle : la méhalla de Zarrouk au Sahel (1864) [التمرد والقمع في تونس في القرن التاسع عشر: محلة زروق في منطقة الساحل (1864)] (بفرنسية). تونس العاصمة: دار نشر جامعة تونس.{{استشهاد بكتاب}}:  صيانة الاستشهاد: لغة غير مدعومة (link)